# NGC 917
NGC 917 (również PGC 9258 lub UGC 1890) – galaktyka spiralna (Sab), znajdująca się w gwiazdozbiorze Trójkąta. Odkrył ją John Herschel 22 listopada 1827 roku.
W galaktyce tej zaobserwowano supernową SN 2002eh.